# Jennie Fletcher
Jennie Fletcher (Leicester, Regne Unit 1890 - Teeswater, Ontario, Canadà 1968) fou una nedadora britànica, guanyadora de dues medalles olímpiques.

## Biografia
Va néixer el 19 de març de 1890 a la ciutat de Belgrave, població situada al costat de Leicester, al comtat de Leicestershire.
Va morir el 17 de gener de 1968 a la ciutat canadenca de Teeswater (Ontario), on s'havia establert amb la seva família.

## Carrera esportiva
Pionera de la natació al seu país i membre del Leicester Ladies Swimming Club, va participar als 22 anys en els Jocs Olímpics d'Estocolm de 1912, on disputà dues proves del programa de natació. En la prova dels 100 metres lliures guanyà la medalla de bronze, rere les australianes Fanny Durack i Wilhelmina Wylie. En la prova dels relleus 4x100 metres lliures guanyà la medalla d'or conjuntament amb les seves companyes d'equip Belle Moore, Annie Speirs i Irene Steer. L'equip britànic, amb un temps de 5' 52.8", va establir un nou rècord del món de la distància, superant per un ampli marge als equips alemany i austríac. El rei suec Gustau V fou l'encarregat de fer-li entrega de la medalla i els honors olímpics.